# Backaryds-Öljehults socknars hembygdsförening
Backaryds-Öljehults socknars hembygdsförening är en hembygdsförening som innefattar områdena Backaryds socken och Öljehults socken.  Föreningen bildades onsdagen 2 juni 1993 och hette då Backaryds sockens hembygdsförening. När föreningen utökades vid årsmötet 20 mars 1999 med Öljehults socken fick föreningen sitt nuvarande namn. Hembygdsföreningens syfte är att värna om och vårda bygdens miljö och kultur samt att föra denna vidare till kommande generationer. Föreningen driver hembygdsgården Hembygdsgården Vannslätten som ligger i den nordöstra delen av Hallabro.

## Ordförande
Hembygdsföreningen har under sin verksamma tid haft följande ordföranden:
- 1999-2003 Curt Johansson
- 2003-2013 Björn Svensson
- 2013-2014 Hans Westerholm

## Årsböcker
Första årsboken gavs ut 1995 med namnet Backarydsboken. Efter föreningens utökning tillsammans med Öljehult år 1999 kom skriften att heta Årsboken.
- Backarydsboken, upplagor 1995-1998
- Årsboken, upplagor 1999-ff